# Patinoarul Olimpic Brașov
Patinoarul Olimpic Brașov este un patinoar aflat la Brașov, în România. Dispune de 1600 de locuri pe scaune și alte 400 de locuri în picioare. Găzduiește meciurile echipei de hochei pe gheață Corona Brașov. Este situat în spatele Gării centrale din Brașov în incinta Parcului Tractorul și are acces auto cu parcări publice de pe Strada Turnului.

## Construcție
Construcția patinoarului a început la 16 mai 2008. Amplasamentul propus a fost Parcul Sportiv (pe atunci Parcul Tractorul), la 730 de metri nord-vest, în locul unui iaz artificial dezafectat.
Patinoarul a fost inaugurat pe 18 ianuarie 2010, cu scopul de a găzdui competiții la Festivalul Olimpic de iarnă al Tineretului European 2013.
Patinoarul a fost testat pentru prima dată pe 18 februarie 2010 de patinatorii germani Tanja Szewczenko și Norman Jeschke și oficial mai târziu în acea zi cu un meci de hochei între Corona Brașov și Steaua Rangers.